# Enzo Petrino
Enzo Mario Petrino (Casalnuovo Monterotaro, 8 dicembre 1936 – ...) è stato un politico italiano.

## Biografia
Nato a Casalnuovo Monterotaro nel 1936, fu uno storico esponente della Democrazia Cristiana a Foggia, dove venne più volte eletto consigliere comunale e ricoprì anche l'incarico di assessore ai servizi sociali nella giunta di Pellegrino Graziani.
Dal 1983 al 1988 fu sindaco di Foggia. Durante i suoi due mandati inaugurò il nuovo palazzo di Giustizia, e il 24 maggio 1987 accolse papa Giovanni Paolo II nella prima e unica visita di un pontefice alla città di Foggia. La sua esperienza da sindaco si concluse con la mancata approvazione del nuovo piano regolatore generale della città.